# هيروشي ايواتا (لاعب غولف)
هيروشي ايواتا (باليابانية: 岩田寛؛ بالكانا: いわた ひろし) هو لاعب غولف ياباني، ولد في 31 يناير 1981 في سنداي في اليابان.

## وصلات خارجية
- هيروشي ايواتا على موقع رابطة لاعبي الغولف المحترفين (الإنجليزية)
- هيروشي ايواتا على موقع رابطة اليابان للاعبي الغولف المحترفين (الإنجليزية)
- هيروشي ايواتا على موقع التصنيف العالمي الرسمي للغولف (الإنجليزية)